# Bergholz, Ohio
Bergholz, Ohio (енгл. Bergholz) град је у америчкој савезној држави Охајо.

## Демографија
По попису из 2010. године број становника је 664, што је 105 (-13,7%) становника мање него 2000. године.
| Група             | 2000.       | 2010.       |
| Белци             | 756 (98,3%) | 651 (98,0%) |
| Афроамериканци    | 4 (0,5%)    | 5 (0,8%)    |
| Азијати           | 1 (0,1%)    | 1 (0,2%)    |
| Хиспаноамериканци | 1 (0,1%)    | 1 (0,2%)    |
| Укупно            | 769         | 664         |